# Monohelea tokunagai
Monohelea tokunagai är en tvåvingeart som beskrevs av Remm 1993. Monohelea tokunagai ingår i släktet Monohelea och familjen svidknott. Inga underarter finns listade i Catalogue of Life.